# Elena Vavilova
Elena Vavilova   (Tomsk, 16 de novembre de 1962) Ielena Stanislàvovna Vavílova (en rus: Елена Вавилова, nom fictici: Tracey Foley) és una escriptora i antiga oficial de la intel·ligència russa. Va acabar la seva carrera d'intel·ligència dins l'SVR el 2010 amb el rang de coronel, que encara conserva. Es va convertir, juntament amb el seu marit Andrei Bezrúkov -de nom fictici Donald Heathfield i també agent del KGB-, en la inspiració dels personatges principals de l'aclamada sèrie de televisió The Americans (2013-2018). Elena ha viscut i treballat al Canadà, França i els Estats Units. Domina el rus, l'anglès i el francès.

## Biografia
Va néixer a Tomsk, llavors part de la Unió Soviètica, els seus pares eren Stanislav Platónovitx Vavílov i Svetlana Konstantínovna Vavílova. Del 1970 al 1980, va assistir a l'escola on va aprendre alemany. El 1985 es va graduar a la Universitat Estatal de Tomsk amb una llicenciatura en història mitjançant un programa d'ensenyament a distància. Mentre hi estudiava, va conèixer el seu futur marit, Andrei Bezrúkov. Després de casar-se, es van traslladar a Moscou per començar la formació com a oficials del KGB. Es va passar anys entrenant-se. La formació incloïa llargues hores de classes d'idiomes per imitar els accents natius; eludir la vigilància, la codificació i altres tipus d'espionatge; i un període de vida en una casa de camp fora de Moscou que s'havia preparat per imitar una casa dels Estats Units.
Des de finals dels anys vuitanta, durant gairebé vint-i-cinc anys, va treballar com a oficial d'intel·ligència a diversos països sota el nom de Tracy Lee Ann Foley. El seu marit, Andrei Bezrúkov, va treballar amb ella sota el suposat nom de Donald Howard Heathfield. Segons la seva identitat encoberta, Foley va néixer al Canadà. Mentre vivia a Toronto, va tenir dos fills: Timothy (nascut el 1990) i Alexander (nascut el 1994). Ella i el seu marit van ser formats per ser agents il·legals (en terminologia russa), és a dir, agents establerts en altres països amb identitats falses i fent-se passar per naturals d'aquells països. Aquesta seria l'originalitat de la seva feina d'espionatge. Tothom es pensava que eren una família canadenca més feliçment establerta als Estats Units. Més endavant, l'FBI els coneixeria com els Fantasmes, perquè dubtaven de la seva existència i si existien es comportaven com un fantasma.
El 1999, la família es va establir a Cambridge, Massachusetts. Elena, coneguda com a Ann Foley, va treballar com a agent immobiliari, primer a Channing Real Estate i més tard a una altra empresa immobiliària, Redfin.

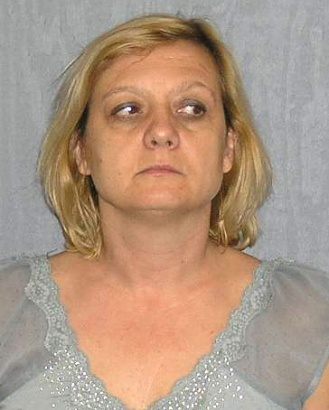
Elena Vavilova el dia de la seva detenció

El 27 de juny de 2010, Foley i el seu marit van ser arrestats a la seva casa de Cambridge com a part d'una operació realitzada per les agències de vigilància dels Estats Units. Després van ser alliberats a les autoritats russes com a part d'un intercanvi de presoners a l'aeroport de Viena. Entre els intercanviats hi havia Serguei Skripal, famós espia rus que feia tretze anys que estava reclòs per traïció i haver passat informació a l'MI6, i que fou enverinat amb l'agent nerviós Novichok desenvolupat per Rússia.
Els seus fills van afirmar que mai van saber que els seus pares eren espies russos i que mai els van sentir parlar en rus. En el moment de la detenció dels seus pares, tenien 16 i 20 anys. La seva ciutadania canadenca va ser revocada amb el motiu que els fills de diplomàtics estrangers no tenen dret a la ciutadania, fins i tot si han nascut a terra canadenca. El fill petit, Alex, va apel·lar contra la decisió i, finalment, va restablir la seva ciutadania.

## Obres
El maig del 2019, Vavilova va publicar la novel·la Jénsxina, kotóraia uméiet khranit taini (en català La dona que sabia guardar secrets) escrita juntament amb Andrei Brónnikov, un veterà de les forces especials. Després del llançament del llibre, Vavilova va aparèixer en diversos programes de ràdio i televisió russos. Fins al 2020, el llibre només s'havia publicat en rus i en búlgar. La primera edició a Occident va ser publicada en català per Símbol Editors el març de 2021, amb el nom El secret de la clandestina, traduïda per Josep Lluís Alay.
Vavilova va esmentar en una entrevista que la novel·la és en gran part autobiogràfica: «És una novel·la de ficció. Però la vaig escriure amb sentiments que vaig viure durant molts anys jo mateixa. De fet, molts dels detalls que s'hi descriuen van passar realment.»
El març de 2020, Vavilova va publicar el seu segon llibre sobre la seva experiència en la intel·ligència il·legal Zaixífrovannoie serdtse (Cor xifrat).